# Ecphylus variabilis
Ecphylus variabilis är en stekelart som beskrevs av Marsh 2002. Ecphylus variabilis ingår i släktet Ecphylus och familjen bracksteklar. Inga underarter finns listade i Catalogue of Life.